# Сочур
Сочур (южноселькупск. Ке̄ди Кы) — река в России, протекает в Красноярском крае. Устье реки находится в 956 км по правому берегу реки Кеть. Длина реки составляет 301 км, площадь водосборного бассейна 4820 км².

## Бассейн
(км от устья)

| - 17 км: Ушканка - 44 км: Налимка - Трехозерная - 56 км: Горевая - Неприметный - Сухой - 85 км: Язевка - 92 км: Чёрная - Малая Чёрная - 94 км: Берёзовая - Чур | - 120 км: Безымянка - 7 км: Большой - 129 км: Светлая - 4 км: Правая Светлая - 161 км: Сережкина - 176 км: Обжитая - 187 км: река без названия - 197 км: Болотная - 203 км: Гаревая пр - 210 км: Горелый лв - 220 км: Ветвистая пр - Поперечный | - 230 км: Дача - 19 км: Берёзовка - 27 км: Ольховка - 242 км: Островская - Короткий - Левый Островской - 246 км: река без названия - 249 км: Трофимовская - Чалый - Неприметный - 278 км: Комиха - Киприянка |

## Данные водного реестра
По данным государственного водного реестра России относится к Верхнеобскому бассейновому округу, водохозяйственный участок реки — Кеть, речной подбассейн реки — бассейн притоков (Верхней) Оби от Чулыма до Кети. Речной бассейн реки — (Верхняя) Обь до впадения Иртыша.